# Irene Huss - Den krossade tanghästen
Irene Huss - Den krossade tanghästen, es una película de crimen y misterio estrenada el 5 de marzo de 2008 dirigida por Martin Asphaug. La película es la segunda entrega de la serie de películas que forman parte de Irene Huss.
La película está basada en el personaje principal de las novelas de la escritora sueca Helene Tursten.

## Historia
Un hombre brinca desde su balcón y muere, su esposa asustada observa lo sucedido cerca en un taxi, Una vez que la detective Irene Huss llega a la escena, pronto se da cuenta de que lo que parecía un suicidio trágico es en realidad un brutal asesinato y la víctima es uno de los hombres más ricos de Gotemburgo. Cuando se hace evidente que una banda de motoristas está involucrada en el crimen, la investigación se complica aún más e Irene pronto se encuentra siguiendo la pista de un astuto y peligroso asesino entre ex-millonarios, bandas de motociclistas, traficantes de drogas y chantajistas.
Al mismo tiempo, tiene que lidiar con la vida cotidiana y una hija adolescente que ha decidido unirse a una banda de cabezas rapadas con tendencias neonazis.

## Personajes

### Personajes principales
| Actor                | Personaje            | Ocupación            |
| -------------------- | -------------------- | -------------------- |
| Angela Kovács        | Irene Huss           | Detective Inspectora |
| Reuben Sallmander    | Krister Huss         | -                    |
| Mikaela Knapp        | Jenny Huss           | -                    |
| Felicia Löwerdahl    | Katarina Huss        | -                    |
| Lars Brandeby        | Sven Andersson       | -                    |
| Dag Malmberg         | Jonny Blom           | -                    |
| Emma Swenninger      | Birigtta Moberg      | -                    |
| Eric Ericson         | Fredrik Stridh       | -                    |
| Anki Lidén           | Yvonne Stridner      | -                    |
| David Valentin       | Henrik von Knecht    | -                    |
| Anita Wall           | Sylvia von Knecht    | -                    |
| Peter Särnblad       | Richard von Knecht   | -                    |
| Josephine Bornebusch | Charlotte von Knecht | -                    |

### Personajes secundarios
| Actor               | Personaje    | Ocupación             |
| ------------------- | ------------ | --------------------- |
| Robin Stegmar       | Lillis       | -                     |
| Stefan Gödicke      | JP Svensson  | -                     |
| Örjan Landström     | Hoffa        | -                     |
| Hans Josefsson      | Ivan Viktors | -                     |
| Peter Eriksson      | Bobo Torsson | -                     |
| Johan Carlberg      | Markus       | -                     |
| Elisabeth Falk      | -            | Subastadora           |
| Pamela Cortès Bruna | -            | Agente de Facturación |
| Petra Hallberg      | -            | Joven en Aeropuerto   |
| Martin Kjellgren    | -            | Oficial de Policía    |
| Eleonora Gröning    | -            | Taxista               |

## Producción
La película fue dirigida por Martin Asphaug, escrita por Ulf Kvensler (en el guion) y basado en la novela de Helene Tursten.
Producida por Johan Fälemark y Hillevi Råberg, en coproducción con Lotta Dolk, Tomas Eskilsson y Hans-Wolfgang Jurgan, con el apoyo del productor de línea Daniel Ahlqvist, los productores asociados Morten Fisker y Søren Stærmose, y los productores ejecutivos Peter Hiltunen y Ole Søndberg.
La música estuvo bajo el cargo de Thomas Hagby y Fredrik Lidin.
La cinematografía estuvo en manos de Philip Øgaard, mientras que la edición por Fredrik Morheden.
La película fue estrenada el 5 de marzo de 2008 en Suecia en con una duración de 1 hora con 26 minutos. 
Contó con la participación de las compañías de producción "Illusion Film & Television" y "Yellow Bird", en co-participación con "ARD Degeto Film" y "Kanal 5".
en el 2009 por "Arbeitsgemeinschaft der öffentlich-rechtlichen Rundfunkanstalten der Bundesrepublik Deutschland (ARD)" en Alemania por televisión y en los Países Bajos en el 2010 por "Lumière Home Entertainment" por DVD y en el 2012 por "Film1" por televisión limitada. Otras compañías que participaron fueron "The Chimney Pot" (en efectos digitales) y "Panorama film & teatereffekter". Así como "Film Finances" y "Ljudligan" (estudio de sonido).

### Emisión en otros países
| País         | Título                                          | Fecha de Estreno                            |
| ------------ | ----------------------------------------------- | ------------------------------------------- |
| Alemania     | Irene Huss, Kripo Göteborg - Der Novembermörder | 19 de julio de 2009 (estreno en televisión) |
| Dinamarca    | Irene Huss: Den knuste Tang-hest                | -                                           |
| Finlandia    | Irene Huss: Murskattu tanghevonen               | -                                           |
| Noruega      | Irene Huss - Den knuste Tang-hesten             | -                                           |
| Países Bajos | -                                               | 27 de abril de 2010                         |
| Polonia      | Inspektor Irene Huss - Porcelanowy konik        | -                                           |